# Marie-Louise Ekman

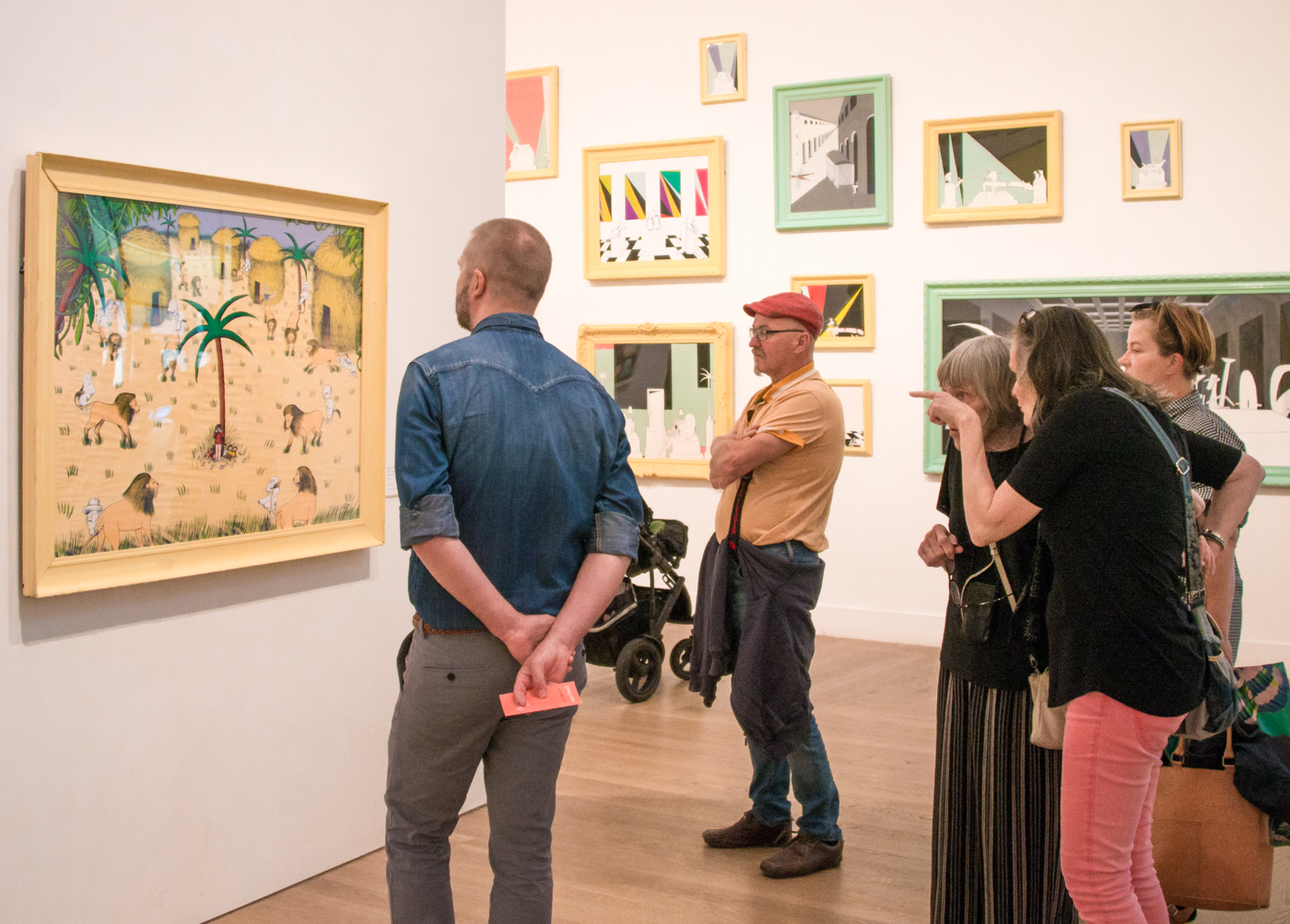
La gran retrospectiva de Marie-Louise Ekman en el Museo de Arte Contemporáneo en el 2017.

Marie-Louise Ester Maude Ekman, anteriormente De Geer y De Geer Bergenstråhle (nacido Fuchs en 5 de noviembre de 1944 en Estocolmo) es una artista y cineasta sueca. Durante los años 2009-2014 fue directora del Teatro Dramático Real.

## Biografía
Marie-Louise Ekman es la hija del personaje de relaciones públicas, Walter Fuchs, y Maude Fuchs, nacido Lönnqvist. Ekman hizo unos trabajos de modelo de alto perfil para su futuro cónyuge Carl Johan De Geer, con respeto a la ropa Mah-Jong, en 1966. Desde su debut en 1967 en Galleri Karlsson en Estocolmo, Ekman ha sido una figura prominente de la escena cultural sueca. Ella fue una de las artistas del movimiento en torno a la revista PUSS. Los temas recurrentes son las relaciones, la identidad, los sueños, la sexualidad/genitales, la vida cotidiana y la cultura popular.
Como artista ha trabajado en diversas tecnologías, medios y géneros. Además de la pintura, el cine y las series de televisión, ha trabajado con la escultura, libros para niños, carteles, casas de muñecas, escenografía y dibujos animados. Sus películas y series de televisión tratan habitualmente de las relaciones humanas - a menudo tanto trágicos como absurdos, como la serie de TV, Vennerman & Winge y la película Nu är pappa trött igen. El debut cinematográfico de Ekman fue en 1976 con Hallo Baby, donde ella escribió el guion y desempeñó el rol principal. Benny Andersson ha creado la música para sus película varias veces. Su estilo cinematográfico es voluntarioso, experimental y desafiante, a menudo con un estancamiento de las imágenes, con hombres en los roles de mujeres, etc, parecida a la larga instalaciones de vídeo en forma de película.
En línea con la dirección experimental, durante su época como directora en el Teatro Dramático Real de Estocolmo, Ekman hizo en el otoño de 2013 una serie de web TV, Den dramatiska asylen, con los trabajadores del teatro. Con ella misma en el rol como directora del teatro y cineasta, la vida entre bastidores fue representada en una manera dramática voluntariosa, con el manuscrito de teatro y película, las direcciones y la fotografía de ella misma. El 23 de marzo de 2014, la serie de tiempo también estrenó como largometraje en el teatro.
Marie-Louise Ekman fue profesora de pintura en la Real Academia de las Bellas Artes de Estocolmo durante los años 1984-1991, la presidenta de la Real Academia de las Bellas Artes 1999-2008, y la directora de teatro de la Teatro Dramático Real 2009-2014. Ekman está representada, entre otros, e el Museo de Arte de Gotemburgo y el Museo de Arte de Kalmar.
Marie-Louise Ekman estaba casada por la primera vez 1966-1971, con Carl Johan De Geer, la segunda vez 1971-1980 con Johan Bergenstråhle , y la tercera vez con Gösta Ekman desde 1989 hasta su muerte en el año 2017. 
En 2017, Marie-Louise Ekman tenía su exposición más grande de su arte diversa en el Museo de Arte Contemporáneo de Estocolmo, con más de 350 obras de pintura, escultura y cine.

## Filmografía
- 1968 – Fiskbullar i hummersås
- 1970 – Lyckliga skitar
- 1976 – Hallo Baby
- 1977 – Mamma pappa barn
- 1979 – Barnförbjudet
- 1983 – Moderna människor
- 1985 – Stilleben
- 1986 – Sagan om den lilla flickan och den
- 1987 – Fadern, Sonen och Den Helige Ande...
- 1990 – Målarskolan
- 1990 – Den hemliga vännen
- 1991 – Duo jag (series de televisión)
- 1992 – Vennerman & Winge (series de televisión)

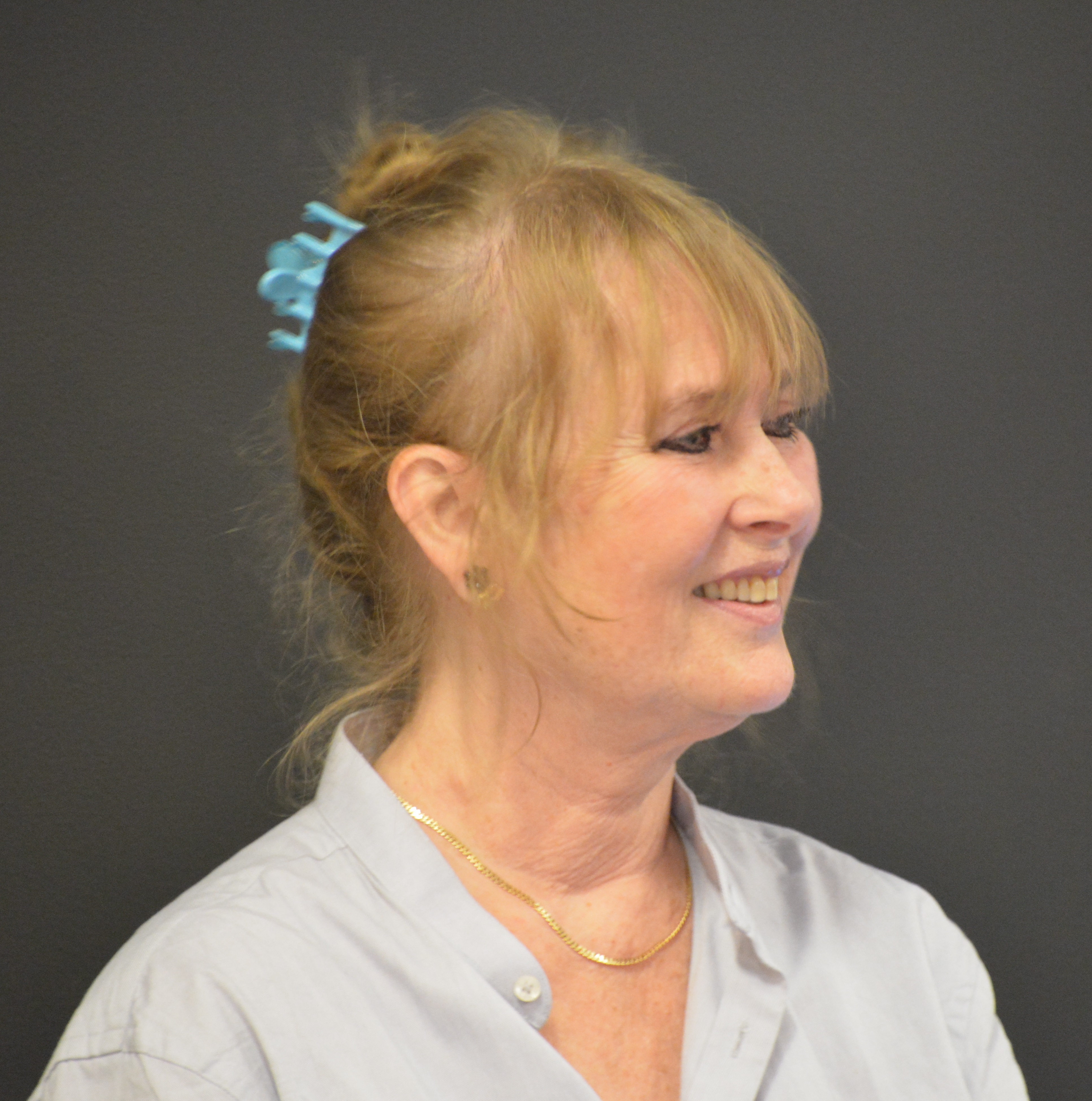
Marie-Louise Ekman en la Feria del Libro de Gotemburgo, 2015.

- 1996 – Nu är pappa trött igen
- 2001 – Puder
- 2005 – Asta Nilssons sällskap
- 2013 – Den dramatiska asylen

## Obras de teatro
- 1993 – I fru Vennermans fall, la Casa de la Cultura, Kilenscenen en Estocolmo
- 1998 – Godnatt Herr Morris para la Casa de la Cultura, Kilenscenen en Estocolmo
- 2007 – Gäckanden para el pequeño escenario, el Teatro Dramático Real
- 2014 – Dödspatrullen para el pequeño escenario, el Teatro Dramático Real
- 2017 – Försökskaninerna para el escenario principal, el Teatro Dramático Real

## Premios y reconocimientos
- 2007 – Medalla del Príncipe Eugenio
- 2014 – Premio de cultura de Natur&Kultur
- 2015 – S:t Eriksmedaljen
- 2017 – Premio Real[11]
- 2017 – Per Ganneviks stipendium